# S40
Series 40, (S40) — це програмна платформа та інтерфейс користувача компанії Nokia для широкого набору фічефонів середнього рівня, а також компанії Vertu для преміальних телефонів високого рівня.
У 2012 році було оголошено про продаж 1,5 мільярдного телефона на базі S40.

## Історія
Серія 40 була офіційно представлена в 1999 з випуском Nokia 7110. Пристрій мав монохромний дисплей 96×65 і був першим пристроєм, що мав вбудований WAP браузер. З роками графічний інтерфейс S40 еволюціонував до кольорового інтерфейсу високої роздільної здатності.
Третє покоління Серії 40 було випущене в 2005-му році, для пристроїв з роздільною здатністю QVGA (240×320). Стало можливим налаштовувати зовнішній вигляд застосуванням тем.
В 2012-му було випущено значну кількість мобільних телефонів Nokia Asha на платформі Серії 40 — 200/201, 302, 303 та 311.

## Технічні характеристики

### Веббраузер
Інтегрований веббраузер може отримати доступ до більшості вебконтенту через шлюз XHTML/HTML постачальника послуг. Остання версія Series 40 під назвою Series 40 6th Edition представила новий браузер на основі компонентів WebKit з відкритим кодом WebCore та JavaScriptCore. Новий браузер підтримує HTML 4.01, CSS2, JavaScript 1.5 і AJAX. Також Series 40 може запускати веббраузер Opera Mini чи UC Browser для покращення перегляду вебсторінок. Останні телефони лінійки Nokia Asha постачаються з браузером Nokia Xpress, який використовує проксі-сервери для стиснення та оптимізації вебсторінок подібно Opera Mini.

## Розробка додатків
Для розробки платформа Series 40 пропонує технології Java ME та Adobe Flash Lite. Також можливо розроблювати вебзастосунки й теми для інтерфейсу користувача.

### Java ME
Series 40 надає багатий набір додаткових API для Java ME застосунків, які дозволяють створювати програми с широким функціональними можливостями та привабливим користувацьким інтерфейсом. Наприклад, API реалізують доступ до геолокації, захисту трафіку даних та маніпулюванням мультимедіа на безліч пристроях.

### Adobe Flash Lite
Для створення вмісту Flash Lite ви можете використовувати Adobe Flash Professional 8 або Flash CS3. Якщо ви хочете створити вміст Flash Lite 3.0, вам потрібно використовувати CS3.

### Web Програми
Nokia пропонує для розробки Web застосунків Nokia Web Tools